# Kasteel ten Riede

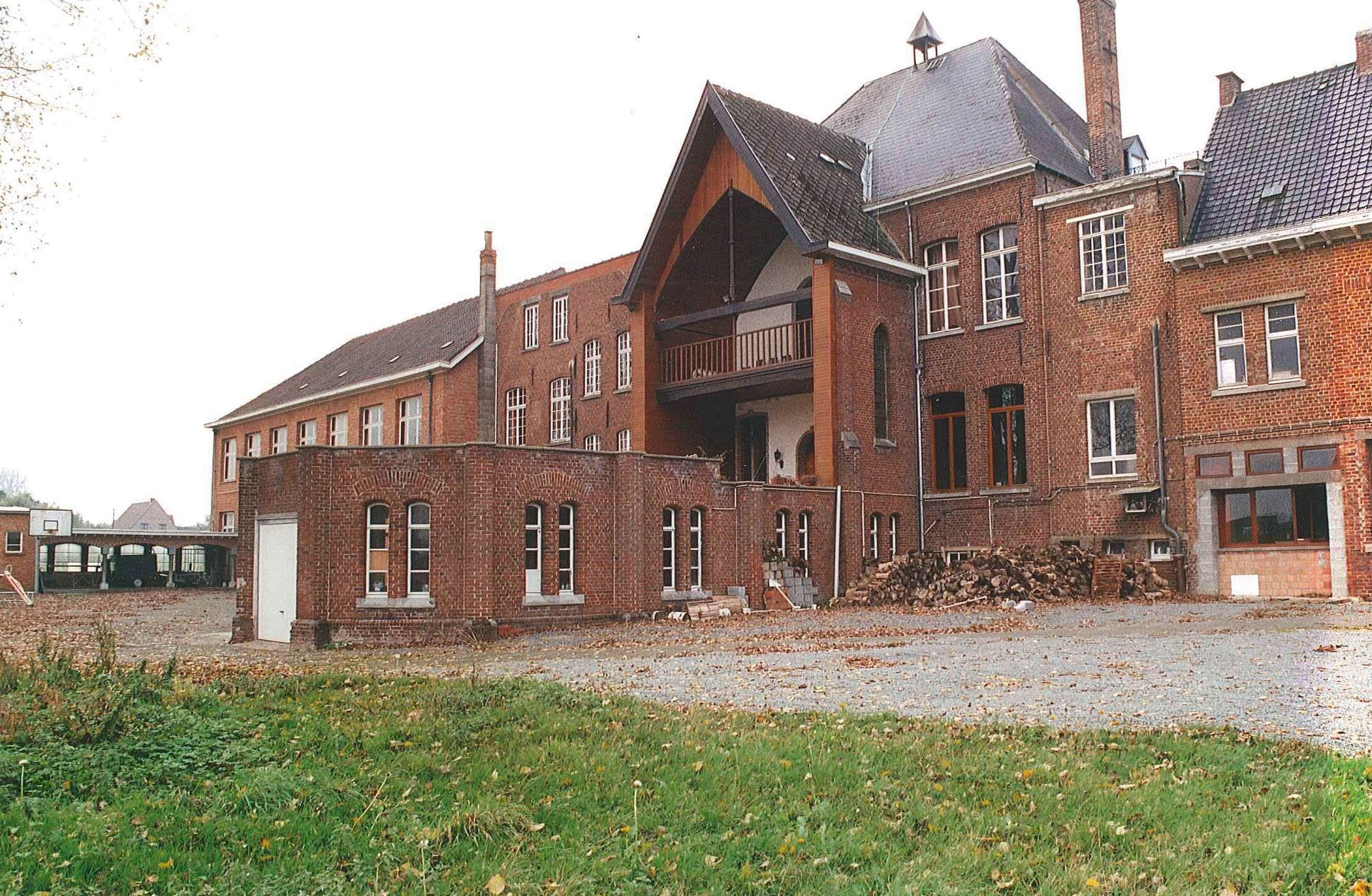
Achtergevel met gesloopte kapel

Het Kasteel ten Riede is een kasteel in de tot de Oost-Vlaamse gemeente Lierde behorende plaats Sint-Maria-Lierde, gelegen aan de Langemunte 10.

## Geschiedenis
In de 2e helft van de 15e eeuw zou hier de omgrachte zetel van de heerlijkheid ten Riede hebben gelegen, mogelijk een verbastering van ten Ridders. In 1664 werd hier, in opdracht van J.F. van Putten, een nieuw kasteel gebouwd. In 1842 stierf de laatste eigenaar en daarna raakte het kasteel in verval.
In 1881 werd het kasteel aangekocht door de zusters Jozefienen uit Sint-Kruis-Winkel. Het werd een klooster met bijbehorende meisjeskostschool, het Heilig Jozefgesticht. Er werd in de tussentijd intensief verbouwd en bijgebouwd. Vanaf 1941 ook een vakantiekolonie onder de naam: Tehuis Prinses Joséphine-Charlotte. In 1943 werd de kostschool gesloten. In 1979 werd het een kinderopvangcentrum dat bekend werd als Den Boomgaard. In 1988 werd het klooster opgeheven en in 1998 werd ook de basisschool gesloten. Wat bleef was een centrum voor gezinsondersteuning en zorg voor kinderen.

## Gebouw
Het kasteel werd opgenomen in een complex van grote (school-)gebouwen. De omgrachting werd gedempt, de rechter zijtoren werd in 1893 gesloopt, de linker zijtoren werd in 1914 ingekort, de gevelbekleding werd in 1900 vervangen waarbij ook de gevelsteen met het wapenschild verdween. De kern van het gebouw, gedekt door een schilddak, is niettemin 17e-eeuws.
Achter het kasteel was een kapel opgericht die echter in 1903-1905 werd vervangen door een nieuwe vleugel met op de bovenverdieping een grotere, neogotische kapel. Ook deze werd, na 1989, grotendeels gesloopt. Het kasteel ging dienen als kantoor van Den Boomgaard.